# Súng trường thiện xạ

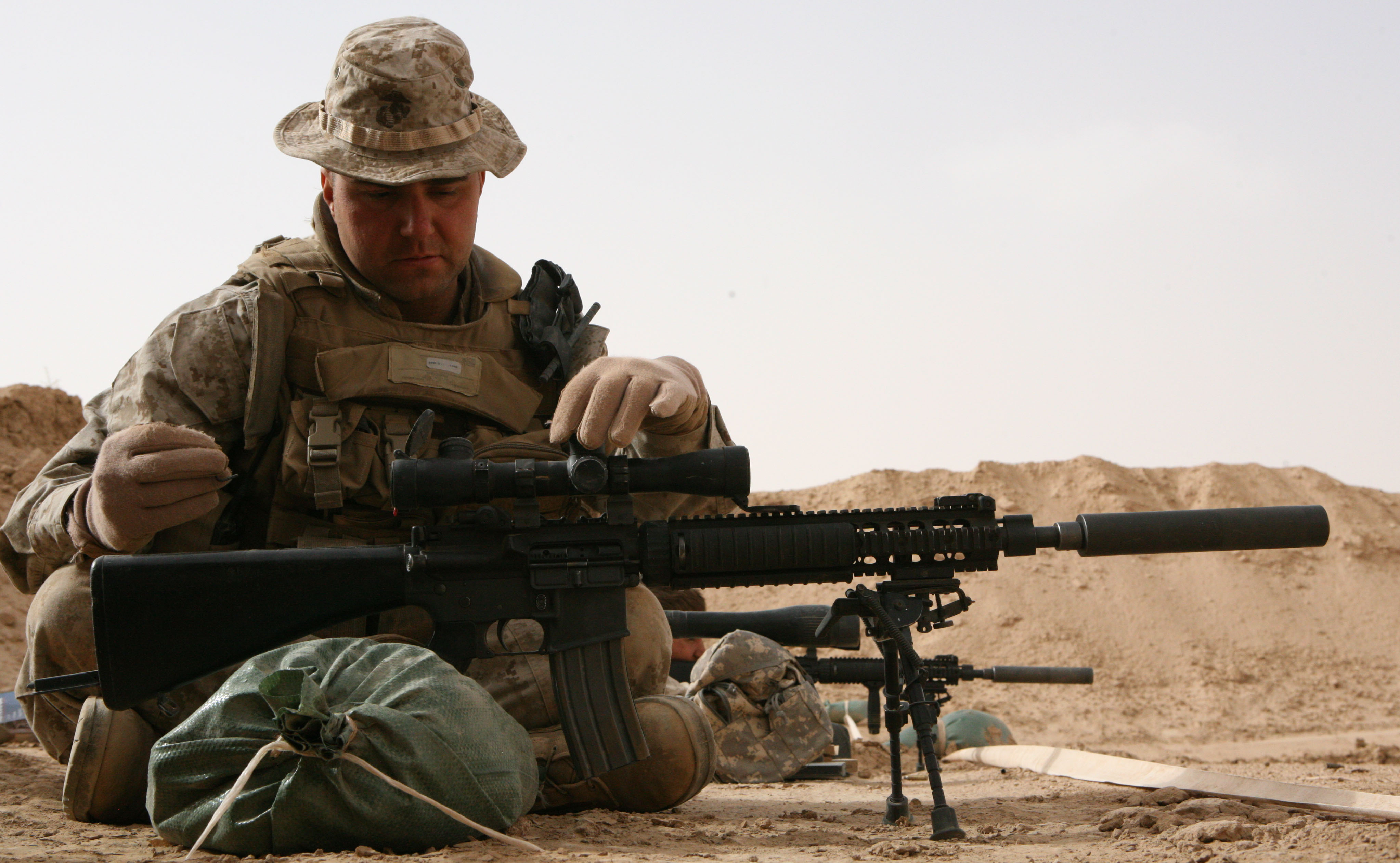
Một lính Thủy quân lục chiến Hoa Kỳ điều chỉnh tầm bắn trên Mk 12 SPR

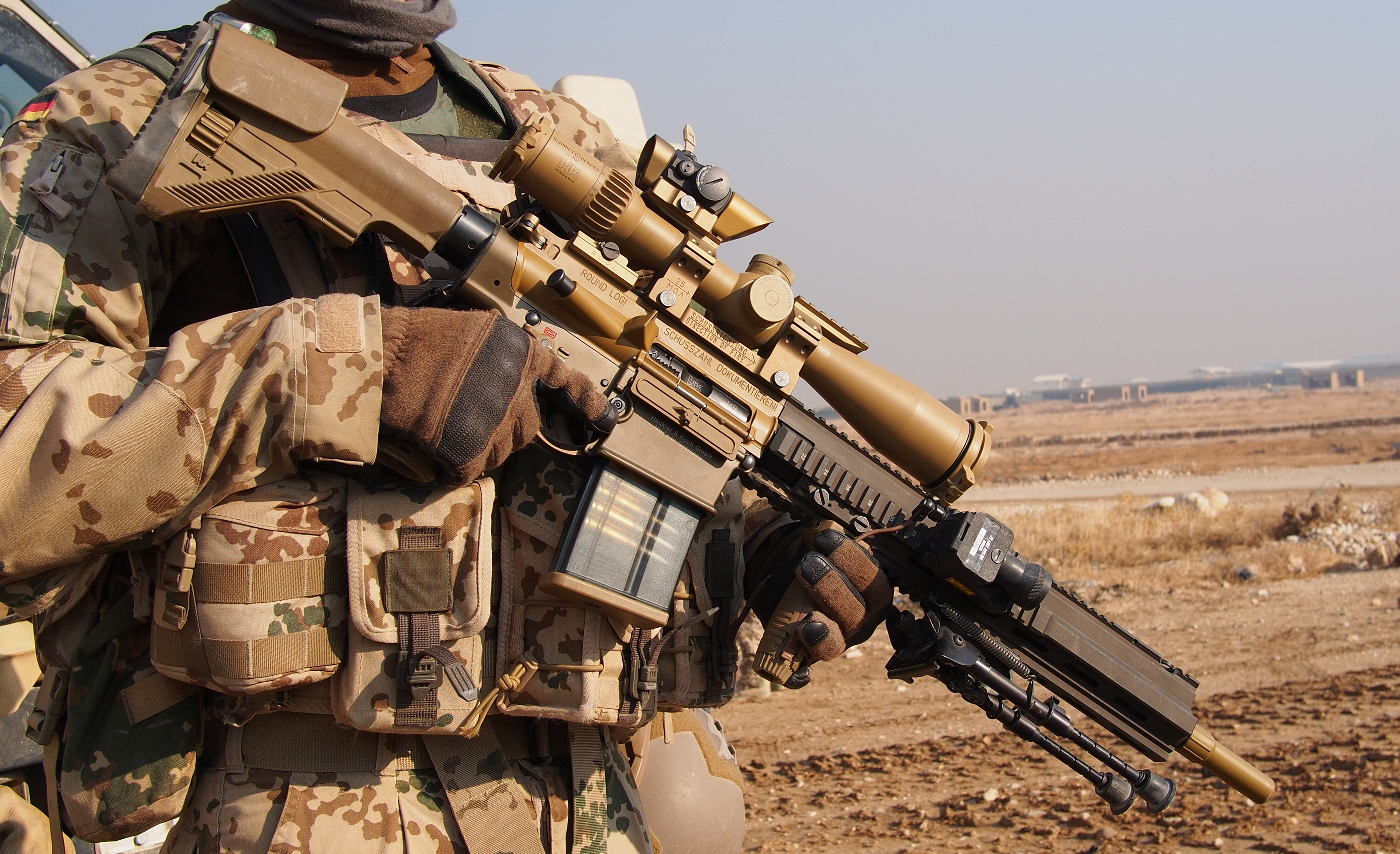
Một khẩu G28 của Quân đội Đức

Súng trường thiện xạ (Designated marksman rifle, viết tắt là DMR) là một loại hệ thống vũ khí có độ chính xác cao, thường được sử dụng bởi lính bộ binh hiện đại. Cách gọi "Lính bắn tỉa" và "Lính thiện xạ" có thể khác nhau tùy theo vai trò và mục đích của họ.
Súng trường thiện xạ giống với súng trường bán tự động hơn là súng bắn tỉa nạp đạn bằng khóa nòng, do tốc độ bắn nhanh hơn và lượng đạn trong băng nhiều hơn (10, 20 hoặc 30 viên tùy theo loại súng và mục đích sử dụng), cho phép tiêu diệt nhiều mục tiêu cùng lúc. Súng trường thiện xạ phải hiệu quả cao, về tốc độ bắn và đạn đạo, tầm bắn xa hơn súng trường tấn công hay súng trường chiến đấu tiêu chuẩn, nhưng không cần phải xa hơn so với súng bắn tỉa chuyên dụng. DMR thường có những đặc điểm tương tự như súng bắn tỉa. Chúng có thể được trang bị kính ngắm tầm xa, có thể sử dụng chân chống nhằm tăng độ chính xác và ổn định khi bắn, cũng như báng súng có thể điều chỉnh. Súng trường thiện xạ cần phải hoạt động như một phần của đội hình tác chiến.

## So sánh với súng bắn tỉa, súng trường chiến đấu và súng trường tấn công

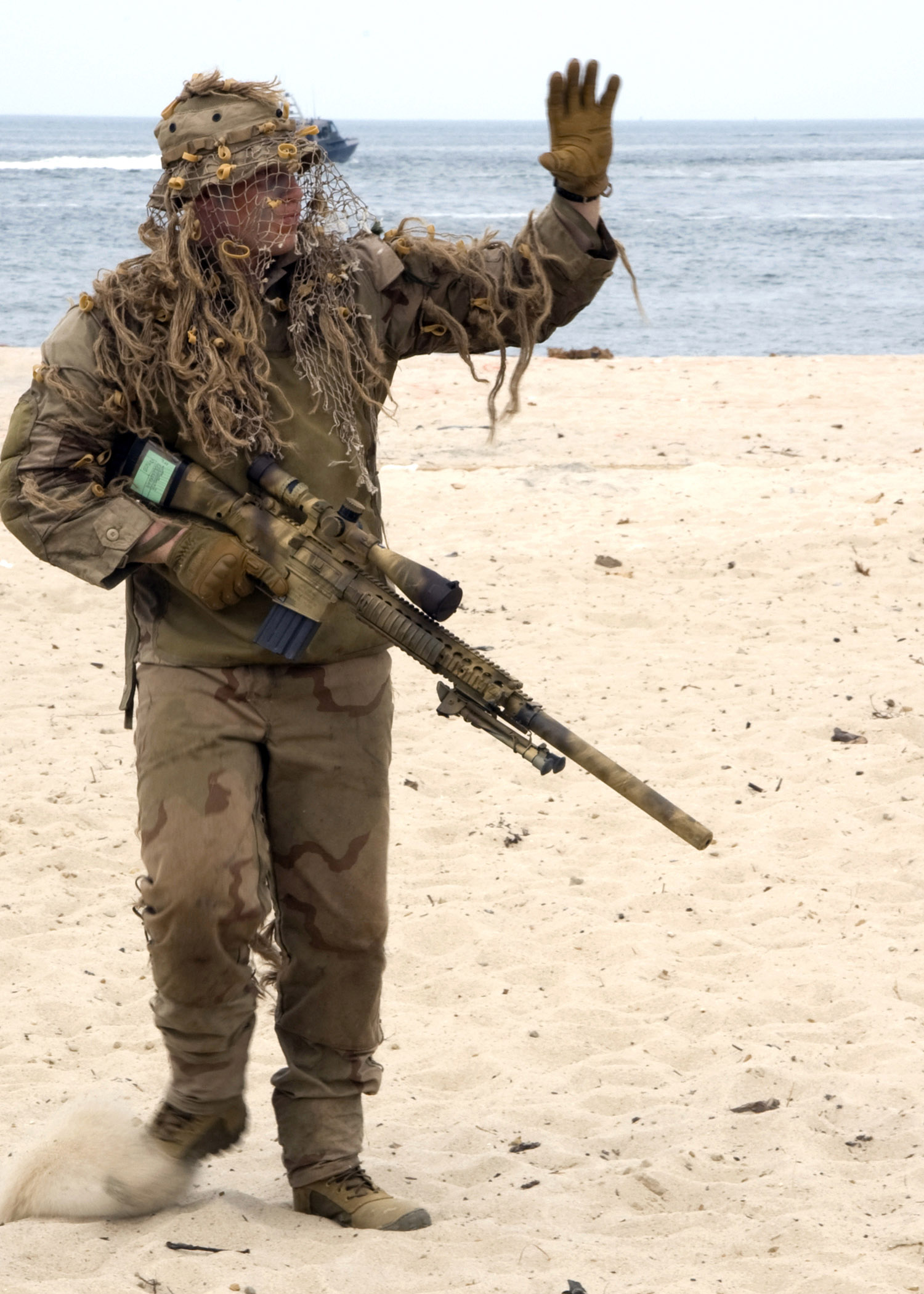
Một lính thiện xạ với SR-25

Hầu hết các súng trường thiện xạ đều có thiết kế dựa trên một khẩu súng trường tấn công hiện đang được ban hành bởi quân đội của một quốc gia, hoặc trên một khẩu súng trường chiến đấu đã được sử dụng trước đây. Súng trường chiến đấu là loại súng trường bán tự động hoặc hoàn toàn tự động, bắn đạn 7.62 mm NATO hoặc đạn có sức mạnh tương tự. Các ví dụ bao gồm M14, FN FAL, AR-10 và Heckler & Koch G3. Những khẩu súng trường này được thay thế phần lớn bằng súng trường tấn công bắn đạn 5,56mm NATO trong những năm 1980 và 1990, nhưng nhiều khẩu được giữ lại dưới dạng DMR.
Ngược lại, một số quốc gia cũng đã chế tạo súng trường được thiết kế dành riêng cho lính thiện xạ ngay từ ban đầu, đơn cử như Dragunov SVD của Liên Xô hoặc QBU-88 của Trung Quốc.

### Điểm ruồi
Một số súng trường thiện xạ sẽ có một số loại kính ngắm quang học với mức độ phóng đại cao hơn súng trường tiêu chuẩn. Ví dụ, SDM-R cấp cho Quân đội Hoa Kỳ được trang bị Trijicon ACOG 4×, trong khi khẩu M4 Carbine tiêu chuẩn được trang bị Aimpoint CompM2 hoặc CompM4. Thông thường, hệ thống ngắm sẽ là điểm khác biệt duy nhất giữa súng trường tiêu chuẩn và súng trường thiện xạ, như trường hợp của F88S DMR trang bị cho Quân đội Úc.
Súng trường bắn tỉa thường có độ phóng đại thậm chí còn lớn hơn cả súng trường thiện xạ, thí dụ như khẩu M110 SASS được sử dụng bởi Quân đội Hoa Kỳ (trang bị kính ngắm Leupold 3,5-10 ×). Tuy nhiên, một số súng trường thiện xạ khác, như Mk 12 SPR hay SAMR của Thủy quân lục chiến Hoa Kỳ được trang bị kính ngắm với độ phóng đại tương tự.

### Nòng súng
Trong một số trường hợp, súng trường thiện xạ sẽ có nòng dài hơn súng trường tiêu chuẩn, tuy nhiên, điều này thường không đúng với. Ví dụ, cho đến tháng 10 năm 2015, khi khẩu M4 Carbine được phê chuẩn là súng trường tiêu chuẩn mới, M16A4 vẫn là súng tiêu chuẩn của Thủy quân lục chiến Hoa Kỳ. Nòng súng trên Mk 12 PSR, khẩu súng trường hiện tại được sử dụng bởi lính thiện xạ trong đội hình USMC, chỉ dài 500 mm (18 in) - ngắn hơn 50 mm (2 in) so với nòng súng trường tiêu chuẩn. Tuy nhiên, đây không còn là trường hợp nữa, vì M4 Carbine có chiều dài nòng chỉ 370 mm (14,5 in). Ngoài ra, một số khẩu súng, như F88S Austeyr, có cỡ nòng dài bằng súng trường tiêu chuẩn. FD-200 có nòng chính xác, cũng được tìm thấy trên súng trường thiện xạ.
Hầu hết những khẩu súng bắn tỉa, như Accuracy International Arctic Warfare đều có nòng với chiều dài từ 610 mm (24 in) trở lên. Chỉ có SVD và súng trường thiện xạ tương tự có nòng dài như vậy. Súng trường dựa trên khẩu M14 có nòng dài 460 – 560 mm (18 – 22 in).

### Đạn dược
Trong hầu hết các trường hợp, một khẩu súng trường thiện xạ sẽ có chung cỡ nòng và thậm chí có thể là loại đạn được sử dụng bởi súng trường tiêu chuẩn. Súng trường DMR có thể bắn ra loại đạn tiêu chuẩn, hoặc đạn đặc biệt, chẳng hạn như đạn bắn tỉa 7.62 mm NATO 'M118LR'. Súng trường bắn tỉa (hầu như độc quyền) được triển khai với loại đạn phù hợp để tận dụng tầm bắn hiệu quả và độ chính xác tối đa của chúng.
Trong quân đội Hoa Kỳ, các khẩu súng trường thiện xạ sử dụng loại đạn 5,56 mm NATO loại 5 g (77 hạt) giúp tăng tầm bắn hiệu quả lên khoảng 600–800 m (2,000–2,600 ft).

### Cơ chế bắn
Tất cả các súng trường thiện xạ sử dụng ngày nay đều là bán tự động, một số thậm chí có thể chọn chế độ bắn. Súng trường bắn tỉa thường là súng nạp đạn bằng khóa nòng, nhưng cũng có thể là bán tự động.

## Một số quốc gia sử dụng súng trường thiện xạ
- Argentina: FAMTD là một biến thể của FN FAL với nòng chính xác, trang bị báng súng bắn tỉa và chân chống.
- Úc
  - Súng trường F88S Austeyr 5.56 NATO tiêu chuẩn.[1]
  - SR-25; súng bắn tỉa 7.62mm NATO thường được sử dụng để hỗ trợ hỏa lực.[2][3]
  - Súng trường chiến đấu HK417; 7.62mm NATO,[4] tạm thời thay thế cho F88S.
  - Mk 14 Enhanced Battle Rifle; súng trường 7.62mm NATO phục vụ hạn chế.[5]
- Áo: Steyr AUG HBAR-T, là phiên bản nòng dài hơn của Steyr AUG, được thiết kế như một loại súng trường thiện xạ được trang bị nhiều loại kính ngắm.
- Canada: Lực lượng vũ trang Canada trang bị súng trường thiện xạ C7CT và C8CT, dựa trên súng trường C7 và C8.[6] Họ cũng sử dụng AR-10T.
- Chile: FD-200 là biến thể của SIG 542 với nòng chính xác, báng súng bắn tỉa và chân chống.
- Trung Quốc: 
  - QBU-88 là súng trường bắn tỉa được sử dụng bởi Quân giải phóng Nhân dân Trung Quốc và Lực lượng Cảnh sát Vũ trang Nhân dân Trung Quốc, sử dụng trong các tình huống vượt quá khả năng của súng trường tấn công.
  - Dragunov SVD là súng trường trong thời kỳ Chiến tranh Lạnh và vẫn còng sử dụng trang lực lượng dự bị.
- Đan Mạch: Mk 14 Enhanced Battle Rifle là DMR chính được sử dụng bởi Quân đội Hoàng gia Đan Mạch.
- Pháp: FAMAS G2 Sniper là một khẩu súng trường thiện xạ được định danh bởi Quân đội Pháp. Nó được dựa trên G2 FAMAS.[7]
- Đức
  - Quân đội Đức sử dụng G3A3ZF-DMR, một phiên bản sửa đổi của súng trường chiến đấu Heckler & Koch G3, và gần đây đã giới thiệu G28.
  - Heckler & Koch HK417 sử dụng loại đạn 7.62mm NATO và đã được thông qua bởi một số quốc gia để sử dụng như một khẩu súng trường.[8][9][10]
- Gruzia
  - Galatz là súng trường thiện xạ tiêu chuẩn của Lực lượng Vũ trang Gruzia.
  - Một số đơn vị Cảnh sát và Quân đội đặc biệt Gruzia sử dụng VSS Vintorez, TAR-21, AR-10 và M4A1 như súng trường thiện xạ.
- Hungary
  - Dragunov SVD là súng trường thiện xạ cho các Lực lượng vũ trang Hungary.[11]
  - Hungary đã chế tạo Súng bắn tỉa Szép có thiết kế bullpup, sử dụng đạn 7.62×51mm NATO.
  - Lực lượng đặc biệt Hungary cũng sử dụng Hệ thống vũ khí bắn tỉa M24.[12]
  - Lực lượng vũ trang Hungary đã thiết kế gia đình vũ khí bắn tỉa công phá có tên là Gepárd.
- Ấn Độ
  - Dragunov SVD là DMR chính cho quân đội Ấn Độ. Các biến thể khác nhau của dòng súng INSAS được sửa đổi tầm bắn và các nâng cấp chiến thuật khác cũng được sử dụng làm DMR.
  - IMI Tavor TAR-21 và IMI Galil sử dụng đạn 7.62 NATO được cấp cho đơn vị thuộc Lực lượng đặc biệt của Ấn Độ như một DMR.
- Indonesia: Pindad SS2-V4 là súng trường thiện xạ được chỉ định sử dụng bởi lực lượng đặc nhiệm Indonesia. Nó dựa trên Pindad SS2, với nòng dài và kính ngắm gắn trên thanh ray Picatinny
- Iran: G3A6 được sản xuất tại địa phương và được trang bị kính ngắm Hadaf 3, sử dụng bởi lực lượng đặc biệt của Quân đội Iran và Đơn vị Cảnh sát đặc nhiệm Iran.[13]
- Iraq: Tabuk là phiên bản chuyển thể của súng trường Zastava M70 được sử dụng làm súng trường thiện xạ bởi Quân đội Iraq. Nó dùng đạn 7.62×39mm.
- Israel
- Lực lượng Phòng vệ Israel trước đây sử dụng Galatz như một khẩu súng trường thiện xạ. Galatz là một biến thể của súng trường tấn công IMI Galil sử dụng đạn 7.62mm NATO.
  - M4A1 được sử dụng như một khẩu súng trường thiện xạ, trang bị chân chống Harris và kính ngắm Trijicon ACOG. M4A1 thay thế cho M16A2, vẫn được sử dụng bởi một số đơn vị dự bị bộ binh.
  - STAR-21 Tavor là một biến thể của súng trường tấn công Tavor, được sử dụng như một khẩu súng trường thiện xạ bởi Lực lượng Phòng vệ Israel. Nó được trang bị một thanh ray picatinny cho phép gắn các kính ngắm khác nhau (thường là ACOG) và chân chống.[14]
- Ý: Beretta ARX200
- Nhật Bản: Howa Type 64
- Na Uy: HK417; súng trường chiến đấu 7.62mm NATO.[15]
- Philippines: Thủy quân lục chiến Pilippines đã chế tạo và sử dụng Marine Scout Sniper Rifle. Quân đội Philippines sử dụng súng trường M14 như một khẩu súng trường thiện xạ, trong khi một số đơn vị cũng sử dụng SR-25 với số lượng hạn chế. Những khẩu súng trường thiện xạ mới hơn như Squad Designated Marksman Rifle (SDMR) và Special Purpose Rifle (SPR) đang được giới thiệu để thay thế M14 và hiện đang phục vụ cho Trung đoàn Hướng đạo của Quân đội.
- Bồ Đào Nha: Heckler & Koch G3
- Romania: PSL là một khẩu súng trường thiện xạ dùng đạn 7.62×54mmR. Nó có ngoại hình tương tự như SVD, mặc dù hai khẩu súng có ít điểm giống nhau.
- Nga
  - Dragunov SVD ngay từ đầu đã được xem là súng trường thiện xạ.
  - Dragunov SVU là biến thể bullpup của súng trường SVD
- Nam Phi
  - Súng trường R1.[16]
  - Vektor R4 được sử dụng bởi những người lính của quân đội Nam Phi.[17]
- Thụy Sĩ
  - Lực lượng vũ trang Thụy Sĩ sử dụng SIG SG 550 với kính ngắm Kern 4×24 như một khẩu súng trường thiện xạ.[18]
  - SIG716 DMR Gen2 thay thế cho SG 550. [cần dẫn nguồn]
- Anh Quốc
  - L129A1; cỡ nòng 7.62 NATO, 16 in (410 mm) (410 mm), đã được mua để sử dụng ở Afghanistan.
  - L86A2 LSW ban đầu được xem là súng máy hạng nhẹ, nhưng sau đó được chỉ định là DMR.
- Hoa Kỳ
  - M14 là cơ sở cho nhiều khẩu DMR được sử dụng bởi Quân đội Hoa Kỳ:
    - Mk 14 EBR: Được sử dụng bởi Quân đội Hoa Kỳ và Biệt kích SEAL.[19]
    - M14SE: Được sử dụng bởi Sư đoàn 101 và Sư đoàn Bộ binh 2 của Quân đội Hoa Kỳ.[20]
    - M39 EMR: Được sử dụng bởi Thủy quân lục chiến Hoa Kỳ[21]

  - M16 là cơ sở cho nhiều khẩu DMR được sử dụng bởi Quân đội Hoa Kỳ: 
    - Colt Model 655 và 656: Không bao giờ được tiêu chuẩn hóa. Tiền thân của súng trường thiện xạ được chỉ định dựa trên M16 khác.
    - SDM-R: Được sử dụng bởi Quân đội Hoa Kỳ với số lượng hạn chế.
    - SAM-R: Được sử dụng bởi Thủy quân lục chiến Hoa Kỳ. Thay thế bởi Mk 12 Special Purpose Rifle
    - Mk 12 Special Purpose Rifle: Được sử dụng bởi Hải quân SEAL, Rangers. Thay thế SAM-R trong Thủy quân lục chiến Hoa Kỳ.[22][23]
    - M38 SDMR (Squad Designated Marksman Rifle): Súng trường thiện xạ 5.56×45mm của Thủy quân Hoa Kỳ, thay thế cho Mk 12 SPR

  - AR-10 là cơ sở cho nhiều khẩu DMR được sử dụng bởi Quân đội Hoa Kỳ:  
    - SR-25 Mk 11: Được sử dụng bởi Thủy quân lục chiến Hoa Kỳ, SEAL của Hải quân Hoa Kỳ và Quân đội Hoa Kỳ. Thay thế bởi SSR Mk 20. SSR Mk 20.
    - M110 SASS được sử dụng bởi Quân đội Hoa Kỳ và Thủy quân lục chiến Hoa Kỳ, thay thế cho một số khẩu M39 và toàn bộ SR-25 Mk 11.

  - Heckler & Koch HK417 biến thể Bắn tỉa đã được sử dụng bởi Lực lượng Delta của Quân đội Hoa Kỳ và SEAL Team Six của Hải quân Hoa Kỳ như một khẩu súng trường thiện xạ.
  - FN SCAR biến thể Súng trường Bắn tỉa Hỗ trợ (SSR) Mk 20 Mod 0 đã được sử dụng bởi tất cả các chi nhánh của USSOCOM (bao gồm SEALs, Rangers, Lực lượng đặc biệt, MARSOC, AFSOC) thay thế cho SR-25 Mk 11.
- Nam Tư: Zastava M76 là một khẩu súng trường thiện xạ được dựa trên cách hoạt động của Kalashnikov. Nó sử dụng loại đạn 7.92×57mm Mauser. Cũng có thể tương thích với 7.62×51mm NATO và 7.62×54mmR.
- Federal Republic of Yugoslavia: Zastava M91 là một khẩu súng trường thiện xạ được dựa trên cách hoạt động của Kalashnikov sử dụng loại đạn 7.62×54mmR.
- Việt Nam:
  - Dragunov SVD có từ thời  kháng chiến chống Mỹ và đến nay vẫn tiếp tục sử dụng. SVD được sản xuất theo giấy phép và là súng bắn tỉa chủ lực của Quân đội Nhân dân Việt Nam.
  - PSR-90, biến thể sản xuất theo giấy phép tại Pakistan của Heckler & Koch PSG1, được sử dụng bởi Cảnh sát cơ động.
  - PSL phiên bản của SVD, do Romania sản xuất.
  - IMI Galatz là biến thể bắn tỉa của Galil, được sản xuất bởi IWI của Israel.
  - IMI SR-99 cải tiến từ Galatz với một vài thay đổi trong thiết kế, được biên chế trong Binh chủng Hải quân Đánh bộ, Quân đội nhân dân Việt Nam.

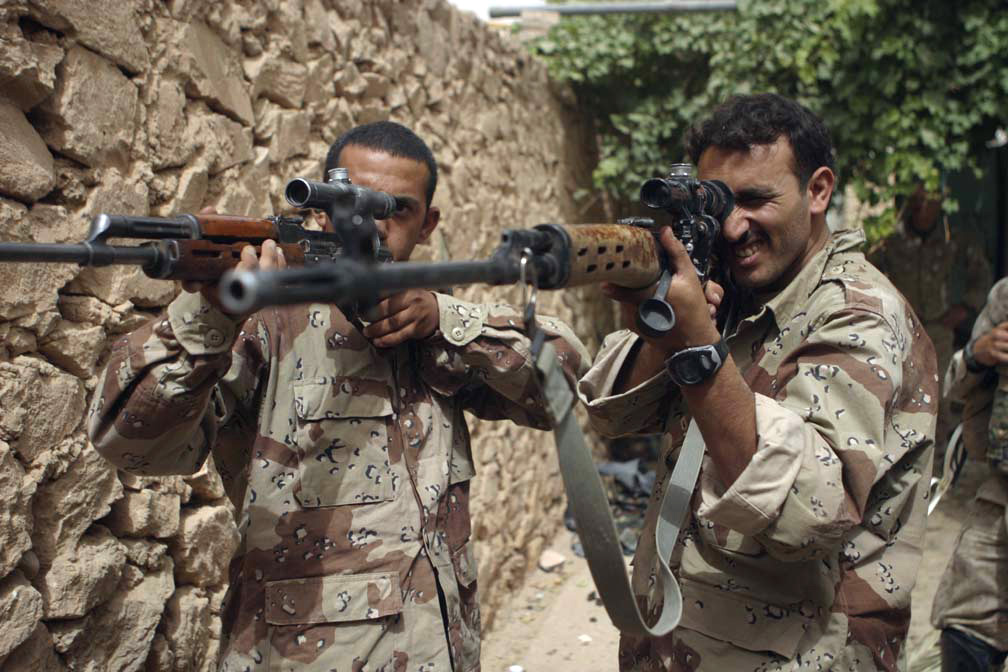
PSL (trái) và SVD (phải) phục vụ ở Iraq.
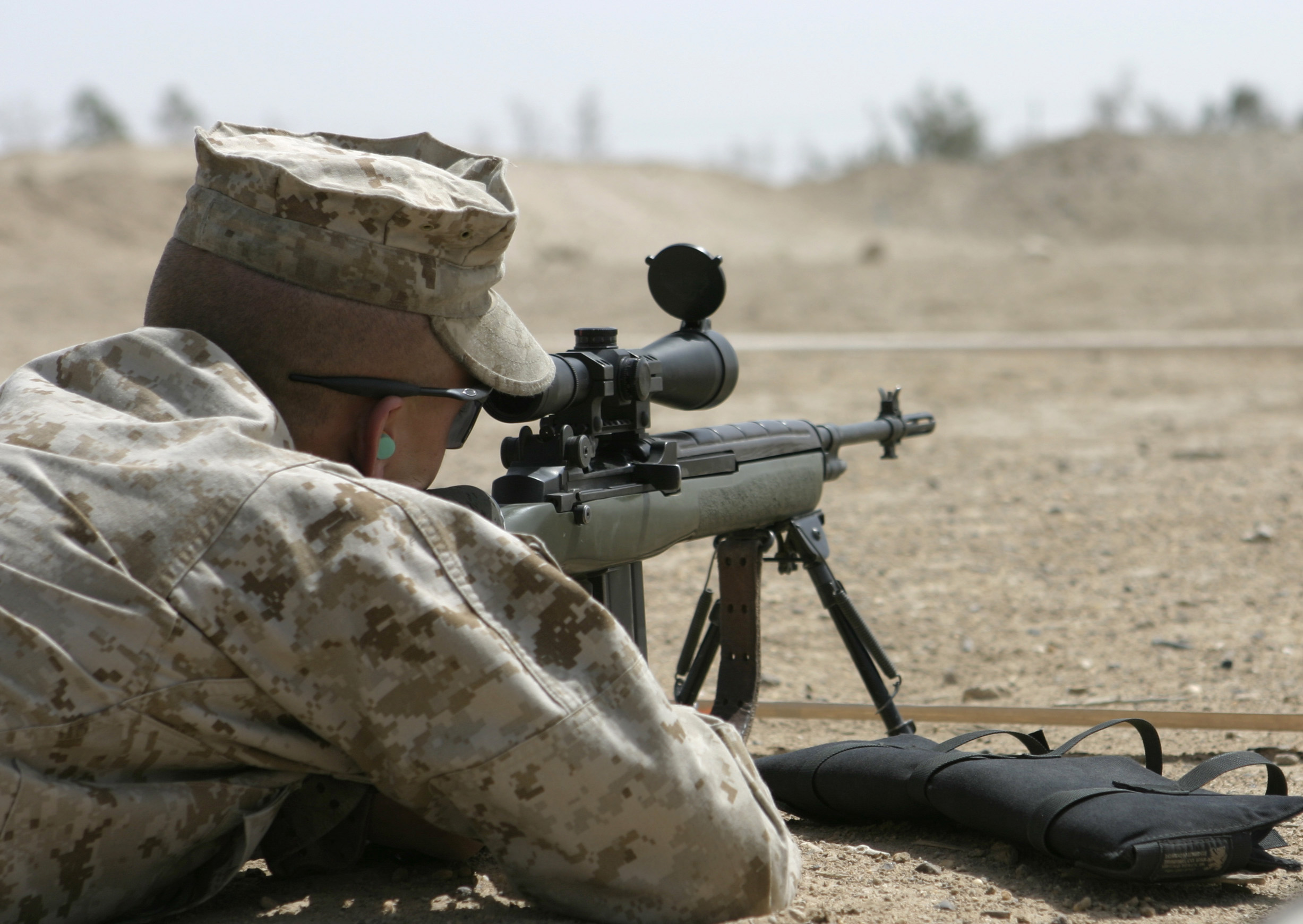
Thủy quân lục chiến Hoa Kỳ đang bắn M14 DMR.